# Pandèmia de COVID-19 a Barbados
L'arribada de la pandèmia per coronavirus de 2019-2020 a Barbados es confirmà el 17 de març de 2020 amb l'aparició de dos casos positius.
El 26 del mateix mes, Mia Mottley, la primera ministra del país, va pronunciar un discurs nacional i anuncià l'estat d'emergència a partir del 28 de març per a contenir l'epidèmia de Covid-19
En data del 18 d'abril, l'illa comptava 75 casos confirmats, 15 persones guarides i 5 víctimes mortals.

## Cronologia
El 17 de març de 2020, el ministre de Salut de Barbados, el Lt Col Jeffrey Bostic, va confirmar els dos primers casos amb Covid-19 de l'illa. Hagueren de fer una quarantena fins al seu guariment.
Dos dies després, el 19 de març, es va informar de tres casos més, o sigui cinc casos en total, entre els quals el marit de la primera pacient, un passatger de creuer i una persona de Nova York. L'endemà s'anuncià un sisè cas.
El 21 de març, l'oficial mèdic en cap, el Dr. Best, es va dirigir a la nació anunciant que s'havia passat a l'estadi 2 de l'epidèmia amb dos casos més i el començament de transmissions locals.
L'endemà, 22 de març, el nombre d'infectats cresqué abruptament fins a arribar als 14 casos. L'endemà es feu públic que hi havia tres persones més contaminades.
El 24 de març es va enregistrar un nou cas confirmat, un home de 36 anys resident del país, després de fer passar la prova a setze persones el dia anterior.
Més endavant, el 26 del mateix mes, la primera ministra, Mia Mottley, va pronunciar un discurs nacional en el qual declarava que el país passava a l'estadi 3 i que doncs s'aplicaria l'estat d'emergència a partir del dissabte 28 de març a les 8 del vespre. Desvelà alhora que s'havien fet 207 proves durant les tres setmanes anteriors i que es comptabilitzaven 24 casos lleus amb una majoria de casos importats i gairebé tota la resta deguts a transmissió local (respectivament 13 i 10), dels quals 13 eren dones i 11 homes.
El 27 de març es van confirmar dos casos més, entre els quals un barbadià de 75 anys que havia tornat recentment d'un viatge als Estats Units després de fer la prova a 26 persones el dia anterior, comptant així més de 234 proves d'ençà del començament de l'epidèmia a Barbados. El Dr. Best va anunciar aleshores que la pacient més jove tenia 20 anys i que la més vella era una dona de 76 anys.

## Dades estadístiques
Evolució del nombre de persones infectades amb COVID-19 a Barbados
Evolució del nombre de morts del COVID-19 a Barbados